# Mohai Balázs
Mohai Balázs (Budapest, 1984. október 7. –) fotóriporter

## Tanulmányai
Tanulmányait 2004 és 2011 között végezte a Kaposvári Egyetem Fotóriporter és Képszerkesztő szakán.

## Munkássága
Jelenleg az MTI fotóriportereként dolgozik.
A 30. Magyar Sajtófotó Pályázaton 2012 januárjában Természet és tudomány, illetve Társadalomábrázolás kategóriában egyaránt 3. helyezést ért el, a 2013-as 31. Magyar Sajtófotó pályázaton pedig a 30 év alattiak között a legjobb teljesítményt nyújtó fotóriporternek választották, és még ebben az évben járt Isztambulban is.
A Taksim téren készült, Csendes ellenállók című sorozatával a 32. Magyar Sajtófotó pályázaton Emberábrázolás – portré (sorozat) kategóriában szerzett 1. díjat, s emellett még három kategóriában díjazták.
Számos témában fotózott már; ezek közül érdemes kiemelni a kolontári és devecseri iszapkatasztrófáról készült sorozatát, amelyből egy kép a The New York Times címlapján volt látható, 2010 októberében.

## Díj, ösztöndíj
- Hemző Károly-díj (2016)
- Junior Prima díj (2013)